# Valanga rubrispinarum
Valanga rubrispinarum är en insektsart som beskrevs av Sjöstedt 1936. Valanga rubrispinarum ingår i släktet Valanga och familjen gräshoppor. Inga underarter finns listade i Catalogue of Life.